# Palabra de honor
Albums de Luis Miguel
También es rock
(1984) Fiebre de amor
(1985)
Palabra de honor (français : Parole d'honneur) est le quatrième album studio sorti par l'artiste mexicain Luis Miguel en 1984 avec sa maison de disques de l'époque, EMI. Il a fait l'objet d'une forte promotion au Mexique. Le single « Isabel » a été classé à la 70e place du Top 100 VH1 des plus grandes chansons des années 1980 en espagnol. Il comprend également un duo avec la chanteuse écossaise Sheena Easton, « Me Gustas Tal Como Eres » (français : Tu me plais telle que tu es), qui a reçu le Grammy Award de la meilleure interprétation mexico-américaine. L'album a atteint la neuvième place du classement Billboard Top Latin Albums.

## Liste des pistes
Adapté de AllMusic.
| Palabra de honor | Palabra de honor                                     | Palabra de honor                            | Palabra de honor | Palabra de honor | Palabra de honor | Palabra de honor | Palabra de honor | Palabra de honor | Palabra de honor |
| No               | Titre                                                | Auteur                                      | Durée            |                  |                  |                  |                  |                  |                  |
| ---------------- | ---------------------------------------------------- | ------------------------------------------- | ---------------- | ---------------- | ---------------- | ---------------- | ---------------- | ---------------- | ---------------- |
| 1.               | « Tú No Tienes Corazón »                             | Honorio Herrero                             | 2:39             |                  |                  |                  |                  |                  |                  |
| 2.               | « Un Rock & Roll Sonó »                              | J.C. Calderon / Honorio Herrero             | 3:04             |                  |                  |                  |                  |                  |                  |
| 3.               | « La Chica Del Bikini Azul »                         | Honorio Herrero                             | 2:56             |                  |                  |                  |                  |                  |                  |
| 4.               | « Lili »                                             | Luis Gomez-Escolar                          | 3:28             |                  |                  |                  |                  |                  |                  |
| 5.               | « Palabra de Honor »                                 | Luis Gomez-Escolar / J. Seijas / H. Herrero | 3:32             |                  |                  |                  |                  |                  |                  |
| 6.               | « Rey de Corazones »                                 | Luis Gomez-Escolar / H. Herrero             | 2:20             |                  |                  |                  |                  |                  |                  |
| 7.               | « Me Muero Por Ti »                                  | Honorio Herrero                             | 2:09             |                  |                  |                  |                  |                  |                  |
| 8.               | « Isabel »                                           | J.R. Garcia Florez / J. Giralt              | 2:31             |                  |                  |                  |                  |                  |                  |
| 9.               | « Me Gustas Tal Como Eres » (Duo avec Sheena Easton) | J.C. Calderon                               | 3:07             |                  |                  |                  |                  |                  |                  |
| 10.              | « Muñeca Rota »                                      | Luis Gomez-Escolar / H. Herrero             | 3:13             |                  |                  |                  |                  |                  |                  |
| 11.              | « Háblame »                                          | Luis Gomez-Escolar / H. Herrero             | 2:39             |                  |                  |                  |                  |                  |                  |
| 31:34            |                                                      |                                             |                  |                  |                  |                  |                  |                  |                  |